# Eugene de Salignac
Pour les articles homonymes, voir Salignac.
Eugene Gabriel de Salignac, né à Boston en 1861 et mort à New York le 4 novembre 1943, était un photographe américain.

## Biographie
Si sa mère était anglo-saxonne, son père était un immigrant français. Son biographe Michael Lorenzini affirme que celui-ci aurait été un noble, qu'il présente comme un « colonel » dirigeant une institution d'instruction militaire nordiste durant la Guerre de Sécession. La réalité attestée par les archives semble moins ronflante : Eugene de Salignac père tenait une simple salle d'armes à Boston à 1862.
Recruté comme fonctionnaire municipal au département des ponts et chaussées de la ville de New York après son divorce en 1903, Salignac en devient le photographe attitré à la mort de son prédécesseur Joseph Palmer en 1906, et reste en poste jusqu'à son départ à la retraite en 1934. Dans le cadre de son activité professionnelle, il prend de très nombreuses photos de New York.
Au fil de presque trois décennies de labeur photographique, Eugene de Salignac accumule ainsi une colossale collection de quelque 20 000 clichés, d'essence essentiellement technique, représentant les travaux de construction et de maintenance supervisés par son service. Conservée par les archives municipales de la ville, cette documentation aux prises de vue parfois spectaculaires constitue un exceptionnel témoignage sur la formidable croissance urbaine de la mégapole de la côte ouest durant le premier tiers du XXe siècle, et l'élaboration de son infrastructure moderne : ponts, routes, souterrains, lignes de tramway et terminaux de ferries, édifices municipaux. 
Ce travail routinier de documentation technique a pris la valeur, avec le recul du temps, d'une source historique d'importance majeure captant l'âme de la cité en devenir, d'autant que la modernité de son sens de la composition et de la lumière confère aux images d'Eugene de Salignac une indéniable plus-value artistique. Apparentée à celles de Charles Marville, Eugène Atget et Berenice Abbott dans la forme comme dans le fond, son œuvre a pourtant pris rang tardivement au sein du patrimoine photographique contemporain.
En effet, son travail est resté très longtemps anonyme, et ses clichés étaient utilisés dans des livres et des films sans qu'il en soit crédité. Le mérite de sa redécouverte revient à Michael Lorenzini, conservateur du service photographique aux Archives municipales de New York, qui réalisa que la monumentale série des clichés et négatifs des ponts et chaussées avait Salignac pour seul et unique auteur. La réhabilitation de l'artiste a été consacrée en 2007 par l'organisation d'une exposition photographique au Museum of the City of New York, associée à la publication d'un album monographique intitulée New York Rises.

## Sources
- Michael Lorenzini : New York Rises, New York, coédtion New York City Department of Records/Municipal Archives - Aperture, 2007, 143 p.  (ISBN 978-1-59711-013-6)
- (en) Michelle Preston : « Above Town », The New Yorker, 3 mai 2007 - Une sélection de clichés d'Eugene de Salignac.
- (en) Carolyn Butler : « It felt like a real discovery », Smithsonian Magazine, septembre 2007 - Récit de la redécouverte et de la réhabilitation de l'œuvre de Salignac par M. Lorenzini.